# Treideln

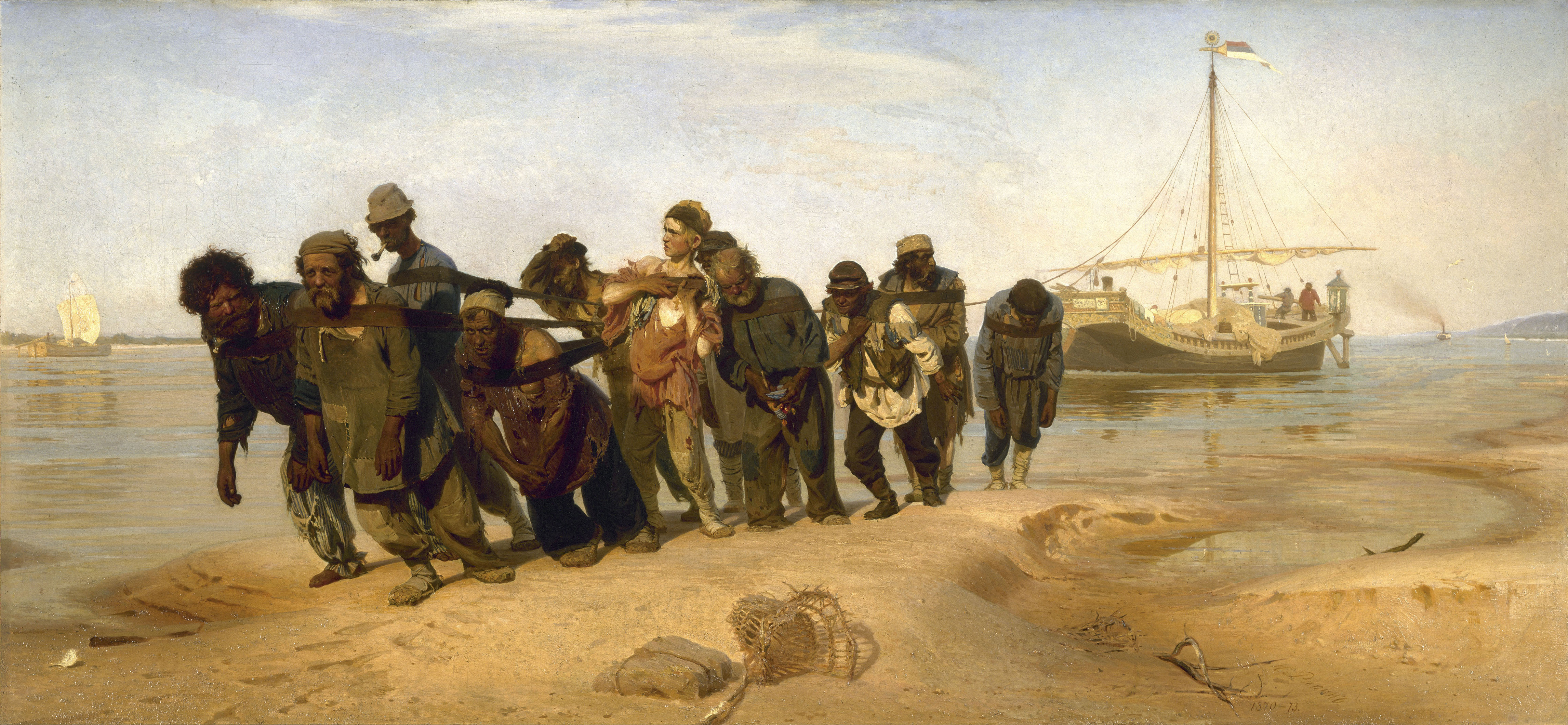
Die Wolgatreidler (1872)

Treideln (von [spät]lat. tragulare), auch Schiffziehen, Halferei, sächsisch Bomätschen, schweizerisch Recken, ist das Ziehen von Schiffen auf Wasserwegen durch Menschen oder Zugtiere, seltener auch durch Zugmaschinen oder Treidelloks. Schiffe wurden in der Regel nur stromauf getreidelt und stromab durch die Strömung oder den Wind angetrieben.

## Geschichte

### Frühgeschichtliche Periode
Die ersten Belege zum Treidelwesen finden sich in Mesopotamien. Die Flussschifffahrt auf dem Euphrat, dem Tigris und auf dem persischen Fluss Karun, die alle drei sich in den Persischen Golf ergießen, war wesentlich für das Handeltreiben mit angrenzenden Ländern und Fernhandelsbeziehungen von der Ostsee bis zum Indusdelta. Die Fortbewegungsmethoden zu Wasser sind für das Zweistromland in Form von Segeln, Rudern, Staken und Treideln belegt. Große Schiffe wurden bevorzugt durch Kanäle und stromaufwärts getreidelt, während das Segeln auf See und dem Meer die dominante Fortbewegungsmethode war. Weder die Türkei noch Persien haben schiffbare Flüsse, diese sind entweder als Bergströme zu reißend, als Tieflandflüsse zu seicht und zu kurz, oder, wenn sie lang sind, zu wasserarm, um auch nur für einen regelmäßigen Bootsverkehr in Betracht zu kommen. Bei ägyptischen Schiffen sind Segel häufig mit einer aufwändigen Rigg dargestellt, waren jedoch stark von Tauen und Seilen abhängig gewesen. Neben Segeln sind auch Ruder bekannt gewesen – die Bewegung stromaufwärts musste gerudert oder seltener getreidelt werden, es ist auch der Transport von zerlegten Schiffen und ihrer Last über Land belegt. Herodot beschreibt im 5. Jahrhundert v. Chr. das Treideln in Ägypten durch menschlichen Arbeitseinsatz. Er berichtet, dass ab Elephantine der Nilstrom steil ansteigen würde, weshalb hier zu treideln sei. Der Strom soll so stark sein, dass ein Schiff von beiden Seiten des Ufers aus mit Seilen gezogen werden müsste und es, sollten die Seile reißen, hinweggespült würde. Herodot schrieb expliziert, dass das Treideln nur dann unterlassen werden könnte, wenn starker Wind aufkomme. Auch verschiedene bildliche Quellen aus Ägypten dokumentieren das Treideln durch menschlichen Einsatz.
Im Mittleren Niltal des Reiches von Kusch fehlen für das in Ägypten und Vorderasien eingesetzte Treideln die Belege. Es hat den Anschein, dass der Nil mindestens südlich des 3. Kataraktes sogar eine trennende Wirkung hatte und vielmehr eine Grenze als eine Kontaktmöglichkeit darstellte. Wegen der Schwierigkeiten der Schifffahrt gegen die Strömung und den Wind dürfte die normale Reiseroute auf dem Landweg verlaufen sein. Für das Transportwesen war der Nil hier deutlich weniger dominierend als in Ägypten, denn durch sechs Katarakte war er über weite Strecken nicht schiffbar.

### Römische Periode
Beim Aufstieg Roms zur Weltmacht hatte der Warenaustausch über teils große Distanzen eine große Rolle in der römischen Wirtschaft. In der Kaiserzeit reichte der römische Wirtschaftsraum schließlich von Nordafrika bis nach Britannien, Germanien und in den Donauraum, vom Schwarzen Meer bis nach Vorderasien. Die geographischen Rahmenbedingungen für die Vernetzung der römischen Wirtschaft begünstigten vor allem die Verbindungen über die Wasserwege. Die Römer gaben sich nicht mit den natürlichen Voraussetzungen zufrieden, auf die sie bei der Eroberung neuer Gebiete trafen, sondern passten die natürlichen Wasserstraßen nach kurzer Zeit durch Treidelpfade und Kanäle an ihre Bedürfnisse an. Die heutigen Flussverläufe sind aufgrund gänzlich veränderter Abflussbedingungen nicht mehr mit dem Zustand römischer Zeit vergleichbar. In den Jahrhunderten wurde der Flusslauf dem Schiffsverkehr durch weitgehende Begradigungen und Flussbettvertiefungen angepasst und in der Gegenwart meist durch Befestigungen und Deiche künstlich begradigt und eingeengt, sodass die ursprünglichen Flusslaufabschnitte meist kaum noch zu erkennen sind. Überall dort, wo im frühen Mittelalter Schifffahrt belegt ist, kann auch in römischer Zeit mit Schifffahrt gerechnet werden. Römische Funde am modernen Wasserlauf weisen nicht unbedingt auf eine Anlegestelle hin, auch wenn vielleicht technische Einrichtungen in diese Richtung deuten, Schiffslandeplätze waren oft von der eigentlichen Hafensiedlung erheblich entfernt. Die Römer pflegten Furten mit einem Pflaster aus Steinplatten zu versehen und legten schon die ersten Treidel- oder Leinpfade als schmale Knüppeldämme an. Da im Laufe der Zeit auch der Tiefgang der Schiffe zunahm, vertiefte man das Flussbett besonders an solchen Furten und entfernte das Pflaster. Zum Treideln in römischer Zeit wurden noch keine Zugtiere eingesetzt, die Schiffe in vormittelalterlicher Zeit wurden von Menschen gezogen. Lediglich eine Stelle bei Horaz berichtet von einem zum Ziehen eines Schiffes eingesetzten Maultier. Ochsen oder Pferde spielten beim Treideln in der Antike noch keine große Rolle, so sind in den römischen Häfen auch weder für Zugtiere geeignete befestigte Wege am Ufer, noch Ställe zur Unterbringung der Tiere zu erwarten. Der hohe Aufwand, den man entlang wichtiger Wasserstraßen betrieb, wird an einer Strecke mit hoher Fließgeschwindigkeit wie der Donau am Eisernen Tor deutlich. Hier wurde schon unter Tiberius 33 n. Chr. ein Treidelpfad teils aus dem Felsen heraus gehauen, teils mittels eines Bohlenweges konstruiert, den in den Felsen eingelassene Balken trugen. Dieser Treidelpfad wurde unter Domitian im Jahr 92 renoviert und unter Trajan weiter ausgebaut. Waren die Bedingungen für das Treideln nicht gegeben, wenn etwa Auenlandschaften das Anlegen von Treidelpfaden erschwerten, musste man Staken und so Vortrieb erzielen, ein Verfahren, das im Vergleich zum Treideln dreimal so viel Kraftaufwand erforderte.

### Treideln durch Menschenkraft
Die von den Römern anlegten Treidel- oder Leinpfade wurden im Mittelalter weitergenutzt. Die Pfade der Schiffszieher wurden Leinpfad, Treidelpfad, Reckweg, Towpath (engl.), Bomätscherpfad oder im Donauraum Treppelpfad oder Treppelweg genannt. Die Leine war am Mast befestigt und mit dem Vorschiff verbunden, um den Schiffsbug in Richtung zu halten. Es bildete sich ein eigener Berufsstand der „Schiffszieher“ oder „Karche“. Die Schiffszieher trugen einen breiten Brustgurt aus geflochtenem Hanf, Leder oder Segeltuch an dem das Zugseil angehängt werden konnte. Zwischen zwei und zwanzig Menschen waren notwendig, um ein Schiff zu treideln. An vielen Flüssen wechselten die Leinpfade mehrfach die Uferseiten, dann mussten die Schiffszieher, später auch die Pferde und Reiter, ungeachtet der Wassertiefe und der Wassertemperatur den Fluss durchqueren. Bis etwa in die zweite Hälfte des 18. Jahrhunderts wurden Schiffe von Menschen gezogen, am Shennong sogar bis weit ins 20. Jahrhundert. In den Habsburgischen Erblanden wurde von 1783 bis 1790 Schiffziehen als Strafe verhängt, nachdem Joseph II. die Todesstrafe im Rahmen der Josephinischen Strafgesetzreform so gut wie abgeschafft hatte. Von den 1173 Sträflingen, die zwischen 1784 und 1789 zum Treideln verurteilt worden waren, starben 721 bis zum Jahr 1790.

Treideln durch Menschenkraft
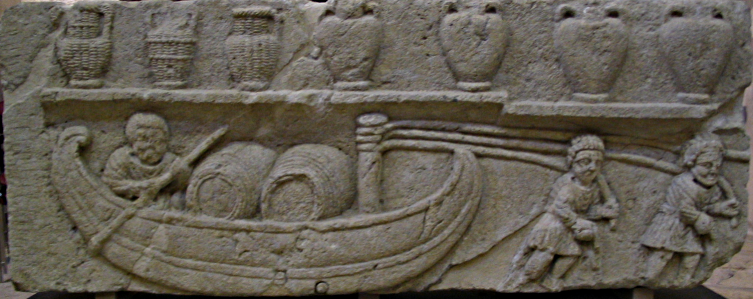
Römisches Relief von Cabrières-d’Aigues
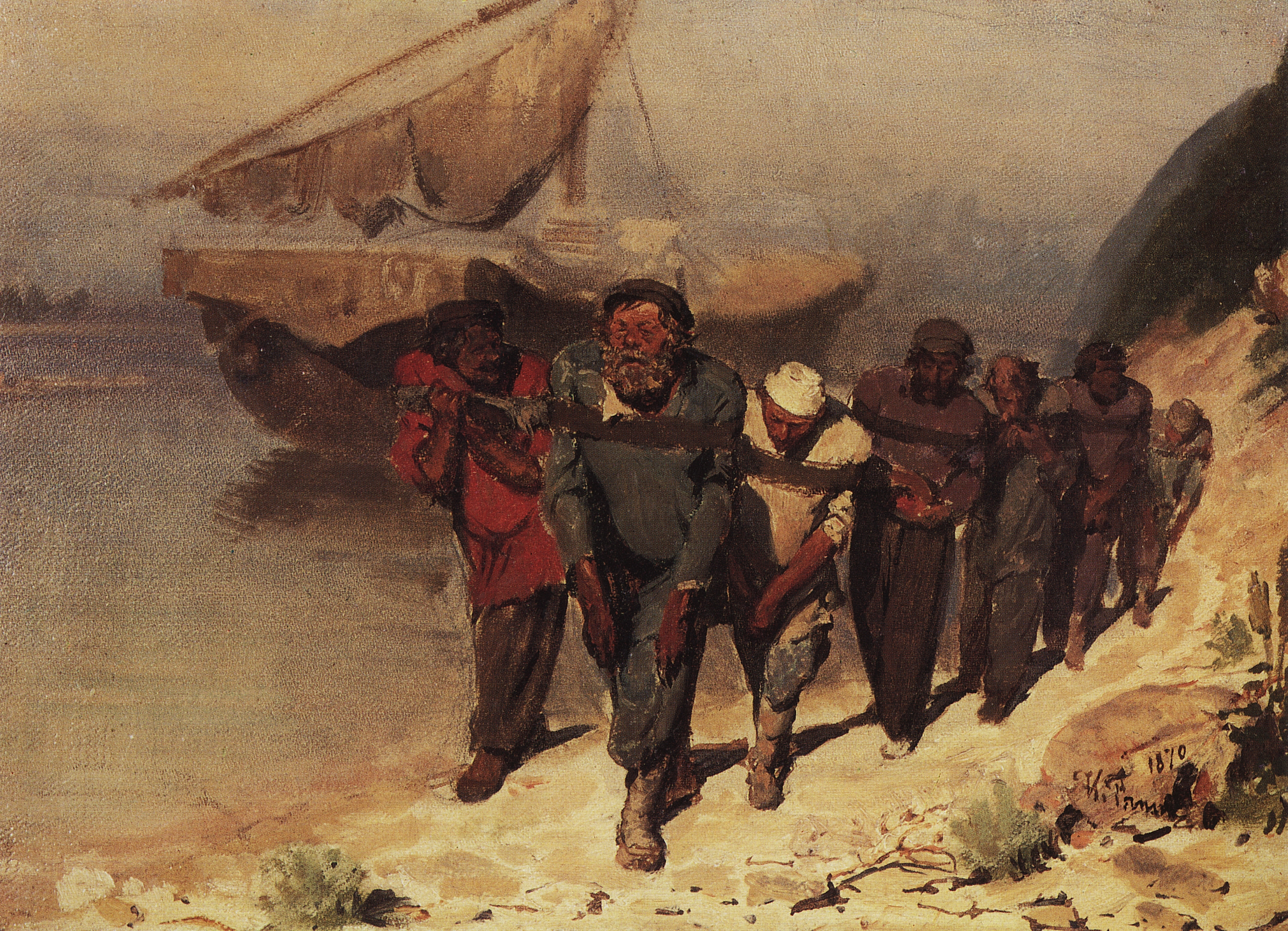
Treideler an der Wolga (1870)
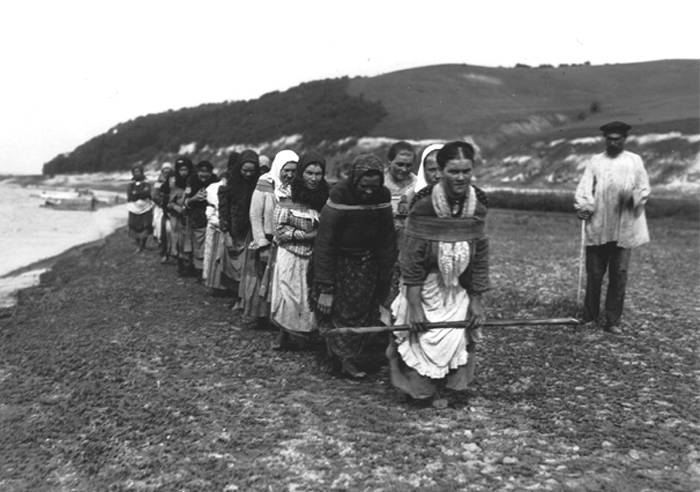
Burlak-Frauen beim Treideln an der Wolga
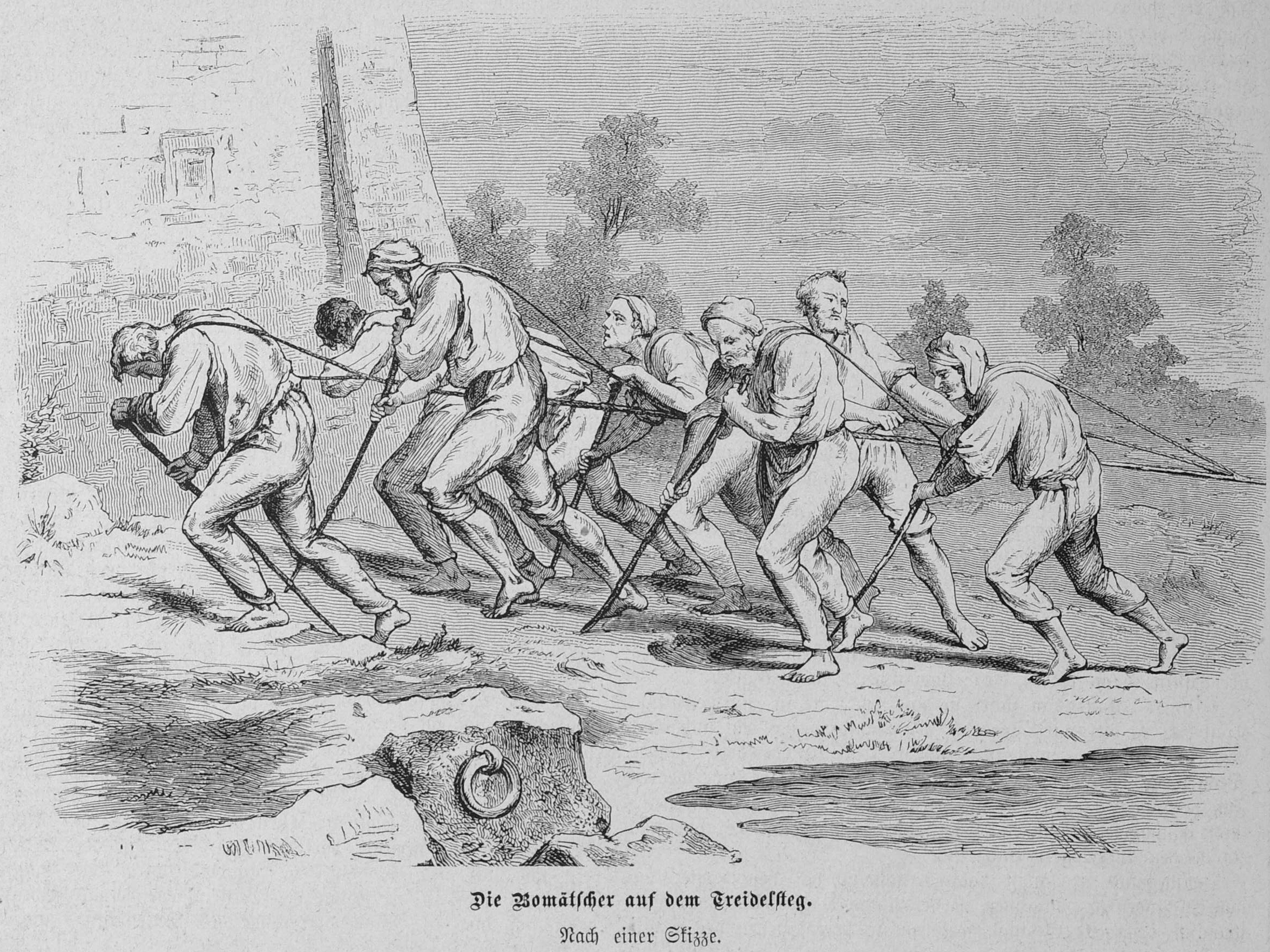
Bomätscher, sächsische Treideler an der Elbe (1882)
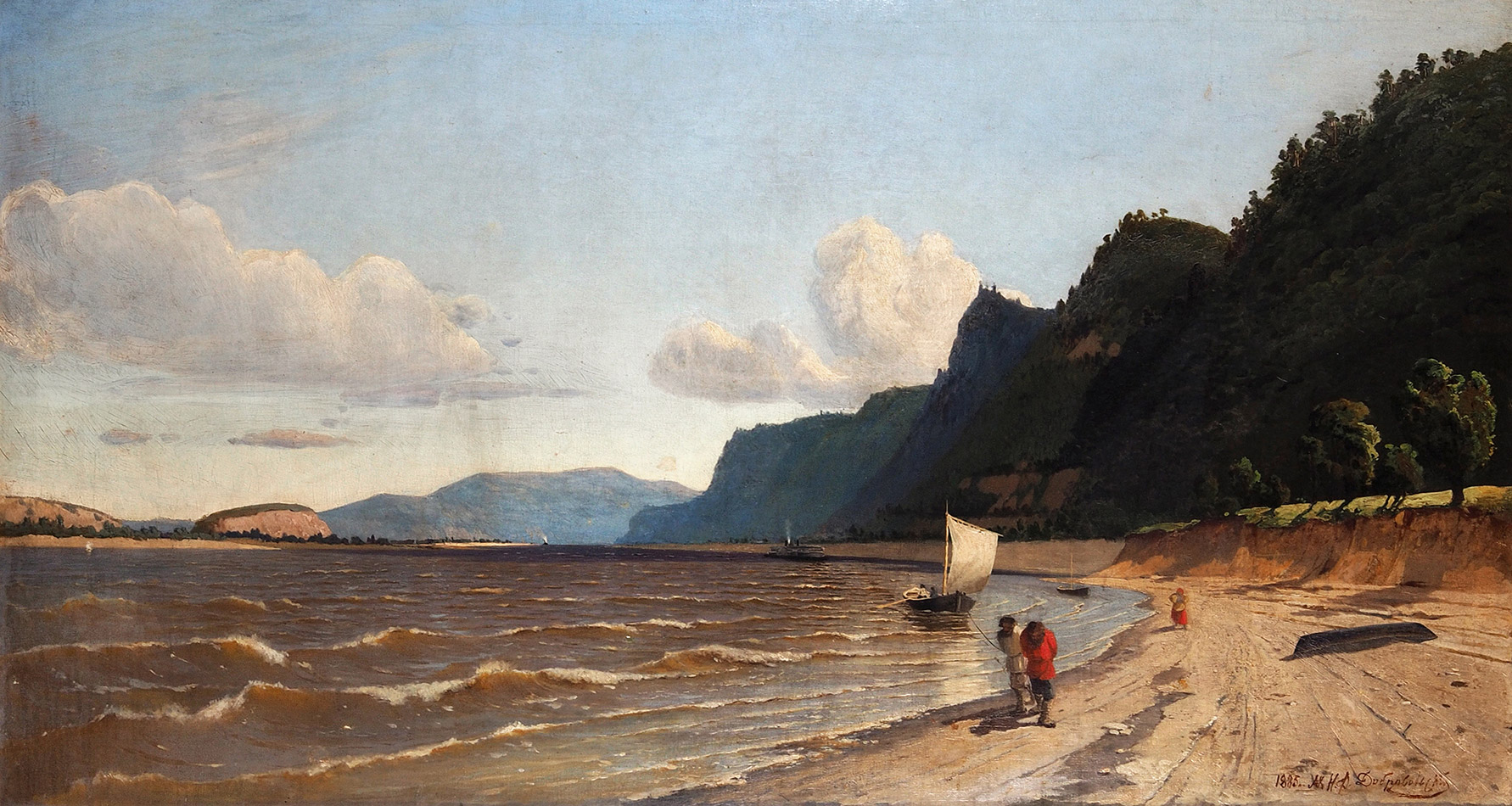
Treideler an der Wolga (1885)
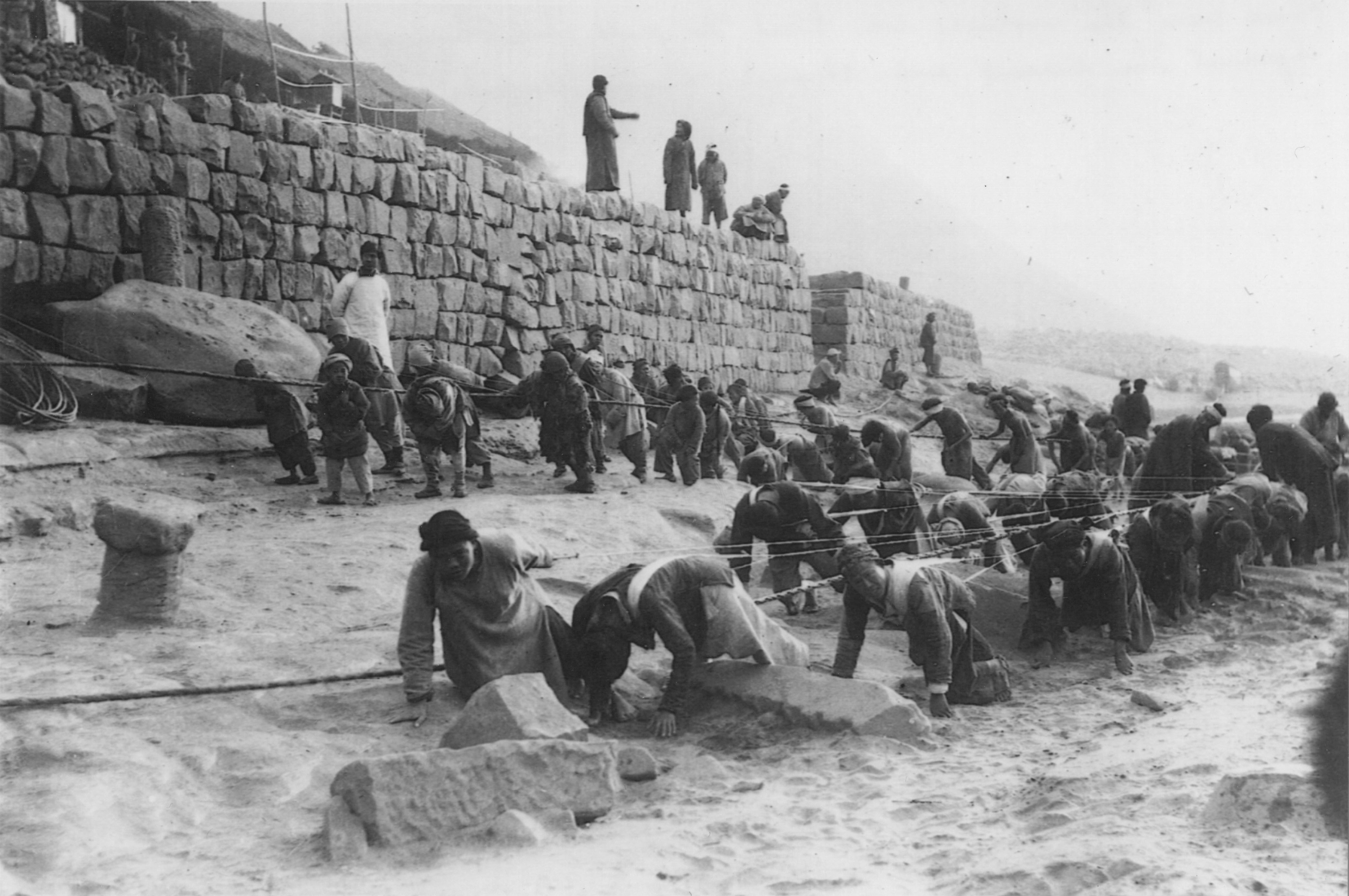
Treideler am Jangtze (1913)
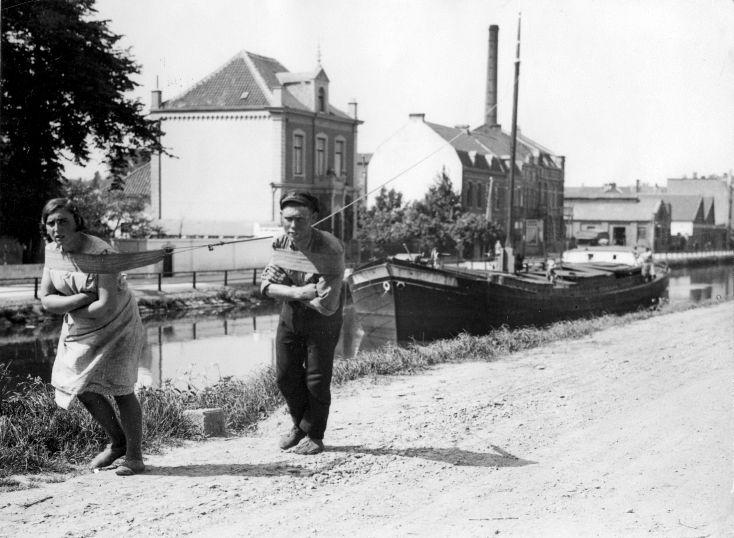
Treideln mit Menschenkraft in den Niederlanden (1931)
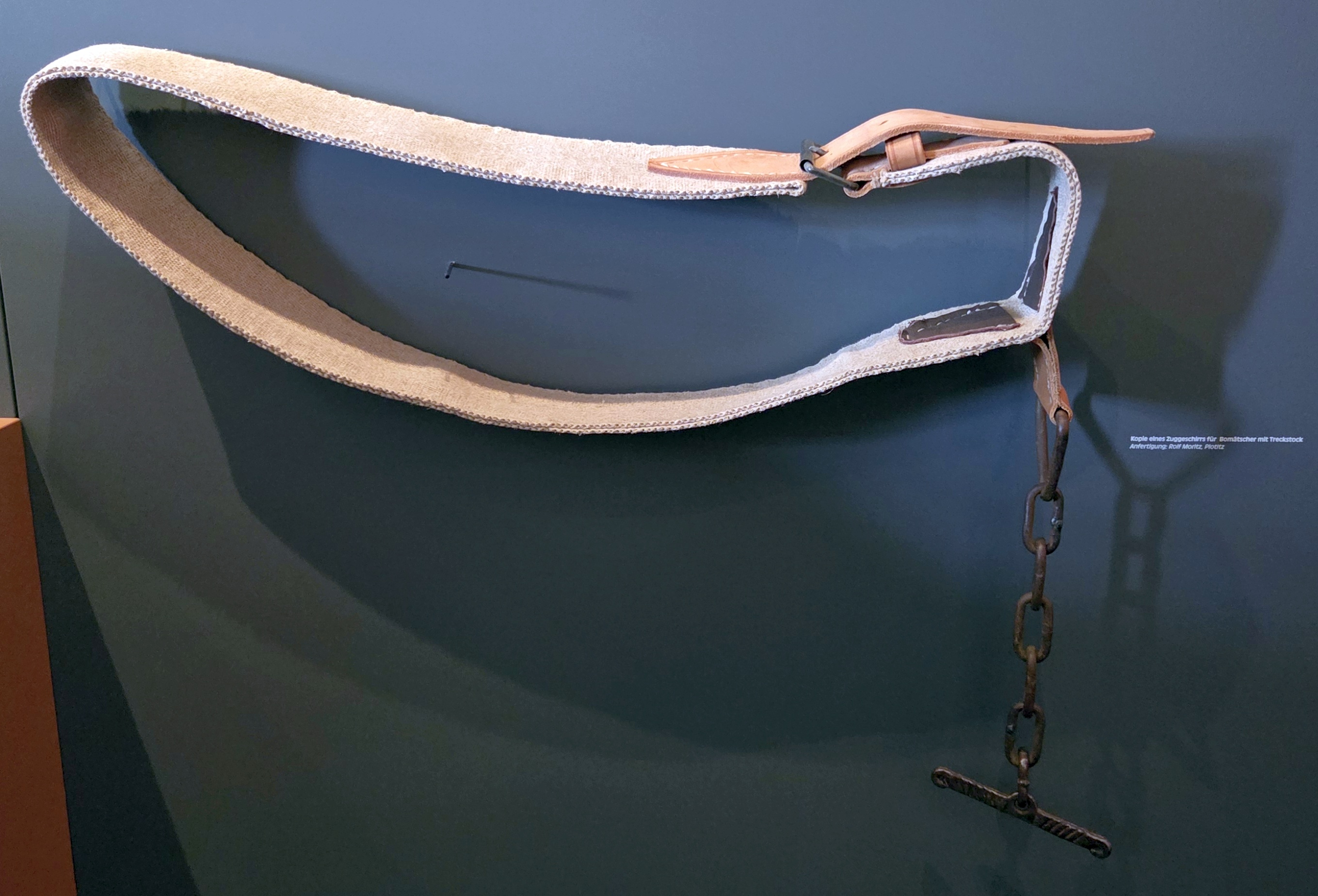
Treidelgeschirr aus Sachsen (moderne Kopie)

### Pferdetreidelei
Seit Beginn des 18. Jahrhunderts, als Schiffe und Ladung größer wurden, reichte die menschliche Kraft zum Treideln nicht mehr aus. Ein Pferd, das vier Männer ersetzte, diente zum Treideln. „Halfreiter“ trieben die Pferde in oft roher, tierquälerischer Weise auf dem Treidel- oder Leinpfad dem Ufer entlang an. Mit der Größenzunahme der Schiffe wurden für eine Fracht von zwei bis zu dreieinhalb Tonnen zehn bis zwölf Pferde benötigt. Für die Pferdetreidelei waren geeignete Treidelwege von etwa 1,5 m Breite mit starker Befestigung erforderlich, denn die Pferde bewegten sich paarweise schräg zum Ufer. Später entwickelte sich aber ein eigener Berufsstand der „Schiffsreiter“ oder „Halfterer“. Bei Stromschnellen wurden zusätzlich Pferde angeleint, sogenannte „Stichlingspferde“. Auf alten Stichen und Gemälden wirken die Treidelpferde und ihre Reiter in idyllischer Umgebung recht romantisch. Tatsächlich waren die Arbeitsbedingungen für Tier und Mensch überaus hart und mühevoll und alles andere als beschaulich. Bei häufigen Unfällen ertranken beide im Fluss. Bei aufgeweichten Treidelwegen, oft nach Hochwasser, rutschten die Pferde immer wieder aus und drohten in den Fluss gerissen zu werden. Auch konnten Schiffe bei starker Strömung oder durch Fehler des Steuermanns plötzlich seitlich ausscheren (aus dem Ruder laufen). Die Pferdekraft reichte dann nicht aus, um das Schiff zu stoppen und den Kurs aufrechtzuerhalten, deshalb ritt der Halfterer im Seitsitz, um bei Gefahr sofort vom Pferd springen zu können. Zur Rettung der Tiere kappte er dann das Schlepptau mit einem Messer oder Beil. Schwere Wasserfahrzeuge mit großem Tiefgang mussten mehr in Strommitte fahren und an einem sehr langen Seil gezogen werden. Ein kleiner Kahn (Buchtnachen) besetzt mit zwei Schiffsknechten (Leinenschnäpper) musste ungefähr in der Mitte zwischen den Zugtieren und dem Schiff als Seilstütze mitgezogen werden, um das Zugtau ständig über Wasser zu halten oder über Hindernisse hinweg zu heben.
Ein Schiff konnte in Talfahrt (stromab) täglich bis zu einhundert Flusskilometer bewältigen, die Treidelzeit bei Bergfahrt  (stromauf) von Köln nach Mainz (ca. 160 km) betrug 52 bis 78 Stunden. Hinzu kamen Verzögerungen, wie durch Wechsel der Flussseiten an Einmündungen von Nebenflüssen. Nachts konnte man nicht treideln, außerdem brauchten Pferde und Menschen ihre Ruhezeit. Damit verlängerte sich die Treidelzeit auf 5–6 Tage. Man bewältigte im Durchschnitt nur 25–32 km pro Tag. In römischer Zeit wurden jedoch in der Regel keine Pferde, sondern Menschen eingesetzt, sodass sich die Zeit eher noch verlängerte. Daher ist für antike Verhältnisse eine Tagesstrecke von ca. 15–20 km realistisch. Im Vergleich schaffte ein Ochsenkarren auf vorindustriellen Straßen pro Tag etwa 10–16 km. Denn komplettiert wurde das Netz an Handelswegen durch die Straßenverbindungen, die wiederum die an der See und den Flüssen liegenden Handelsplätze mit den städtischen Siedlungen im Landesinneren verbanden und diese an die Handelsströme anschlossen. Für ein Schiff mit einer Ladung von ungefähr 2.000 Zentner (100 t) wurden beispielsweise auf dem Mittelrhein bei mittlerem Wasserstand zehn Pferde gebraucht, bei kleinem Wasser zwölf. Im Falle, dass bei allzu seichtem Wasser die Ladung auf Leichterschiffe verteilt werden musste, waren oft bis zu sechzehn Pferde nötig. Trotz modernen technischen Möglichkeiten kam am Anfang des 20. Jahrhunderts gelegentlich noch ein Pferdetreidler zum Einsatz, wenn Kettenschlepper und Dampfboote verhindert waren.

Pferdetreidelei
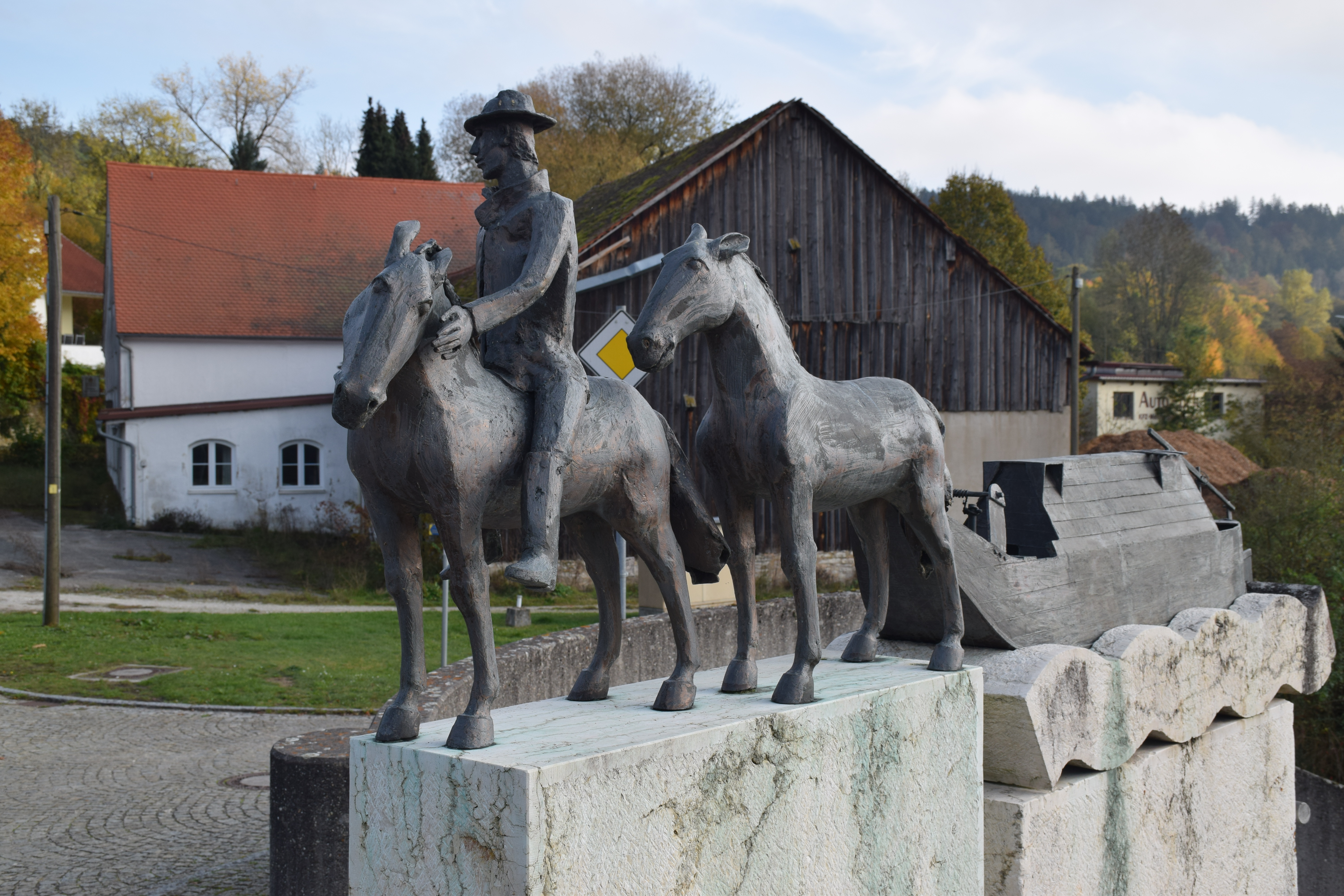
Treideldenkmal in Plankstetten
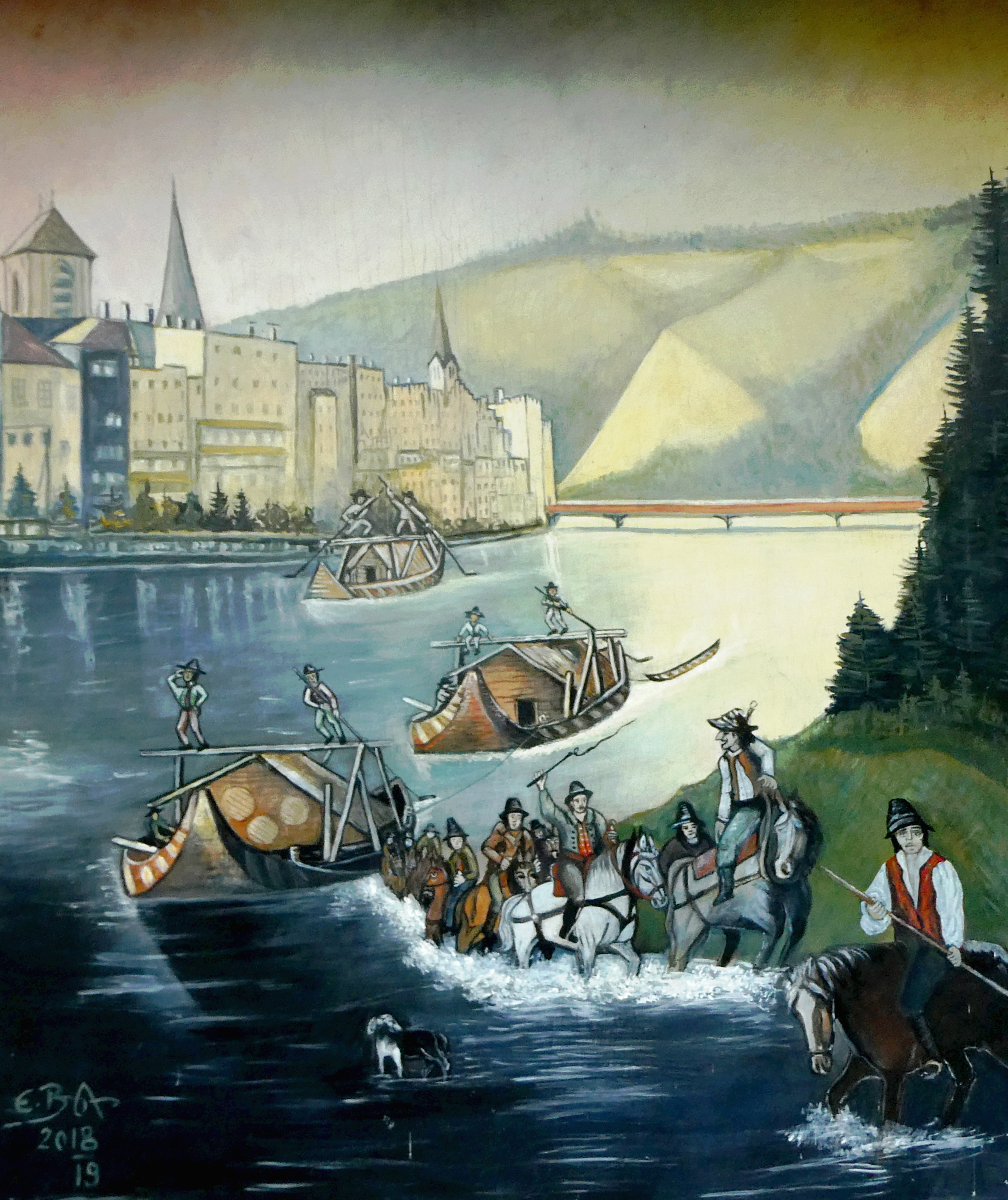
Treideler am Inn in Wasserburg am Inn
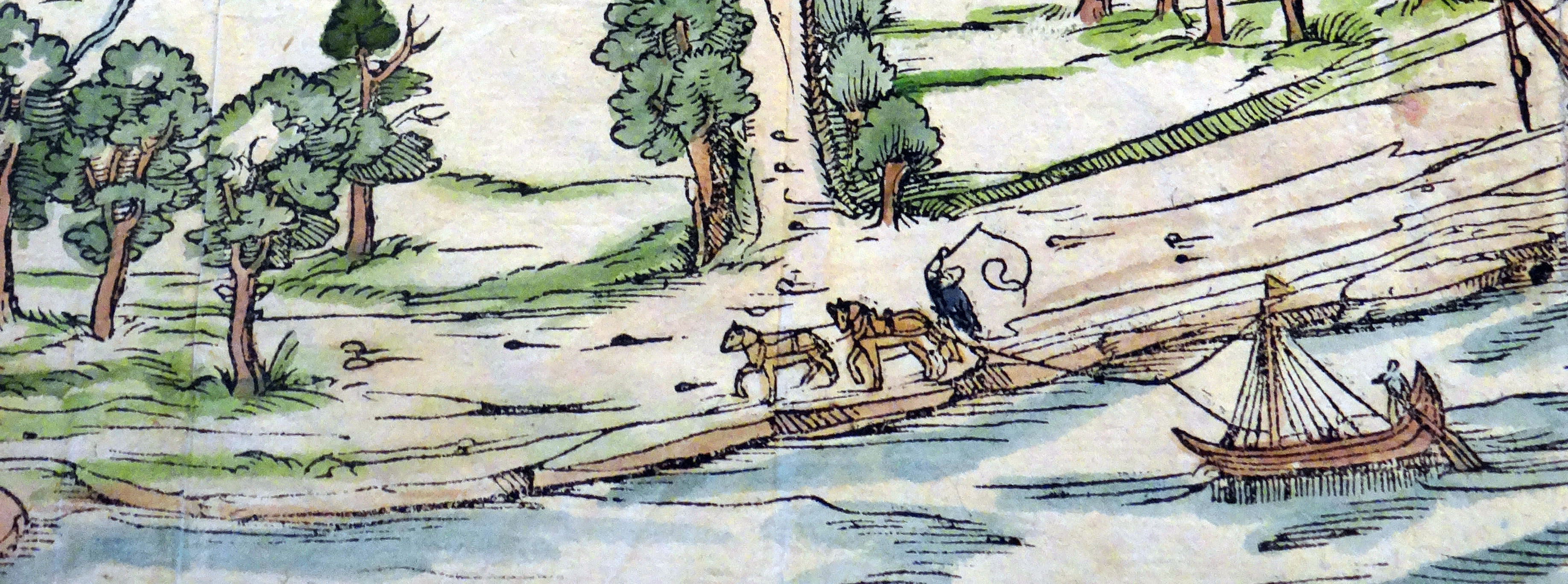
Darstellung aus dem 16. Jahrhundert: Treideln am Rhein
Treidelpferd
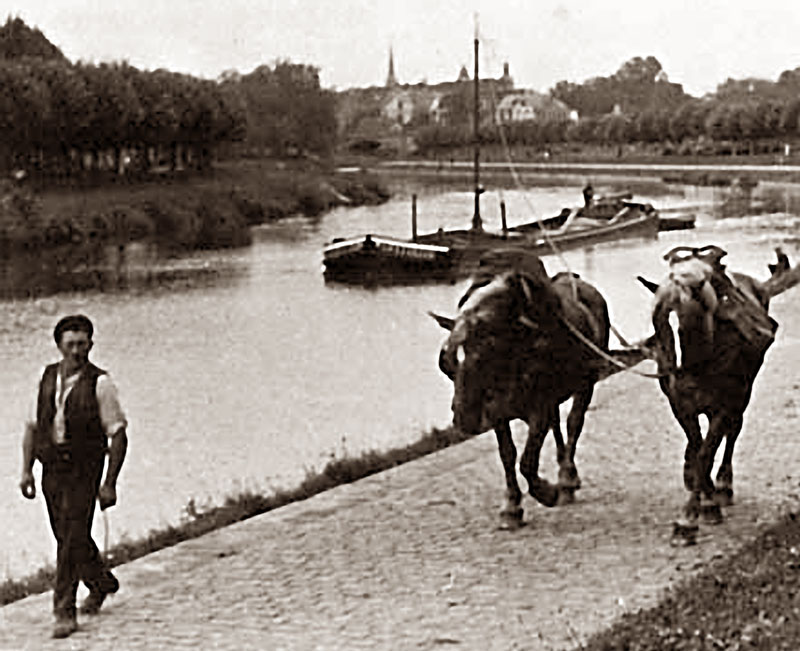
Treideln mit Zugpferden auf einem Leinpfad am Finowkanal, um 1890
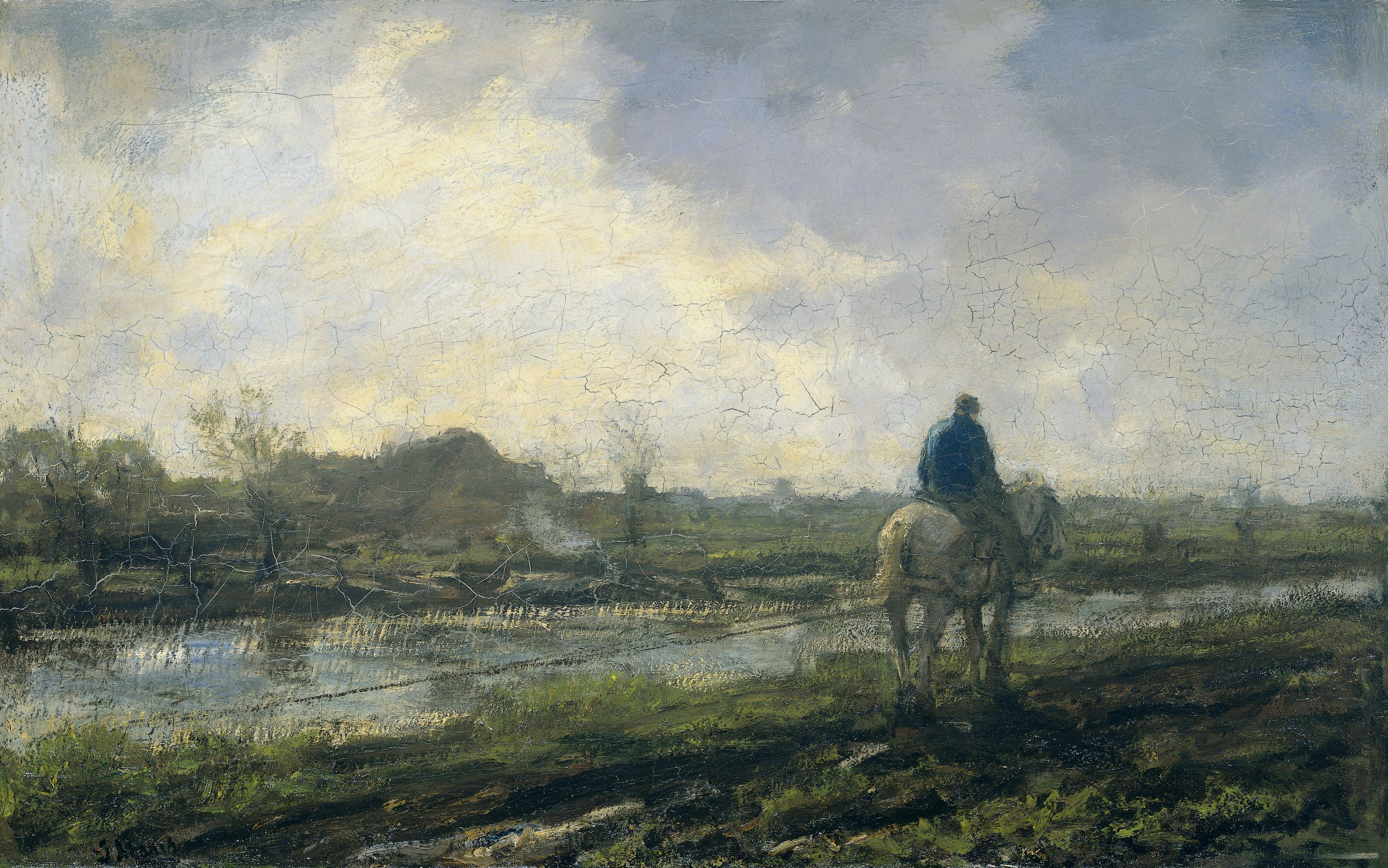
Treideln mit Reitpferd – Jacob Maris; Rijksmuseum
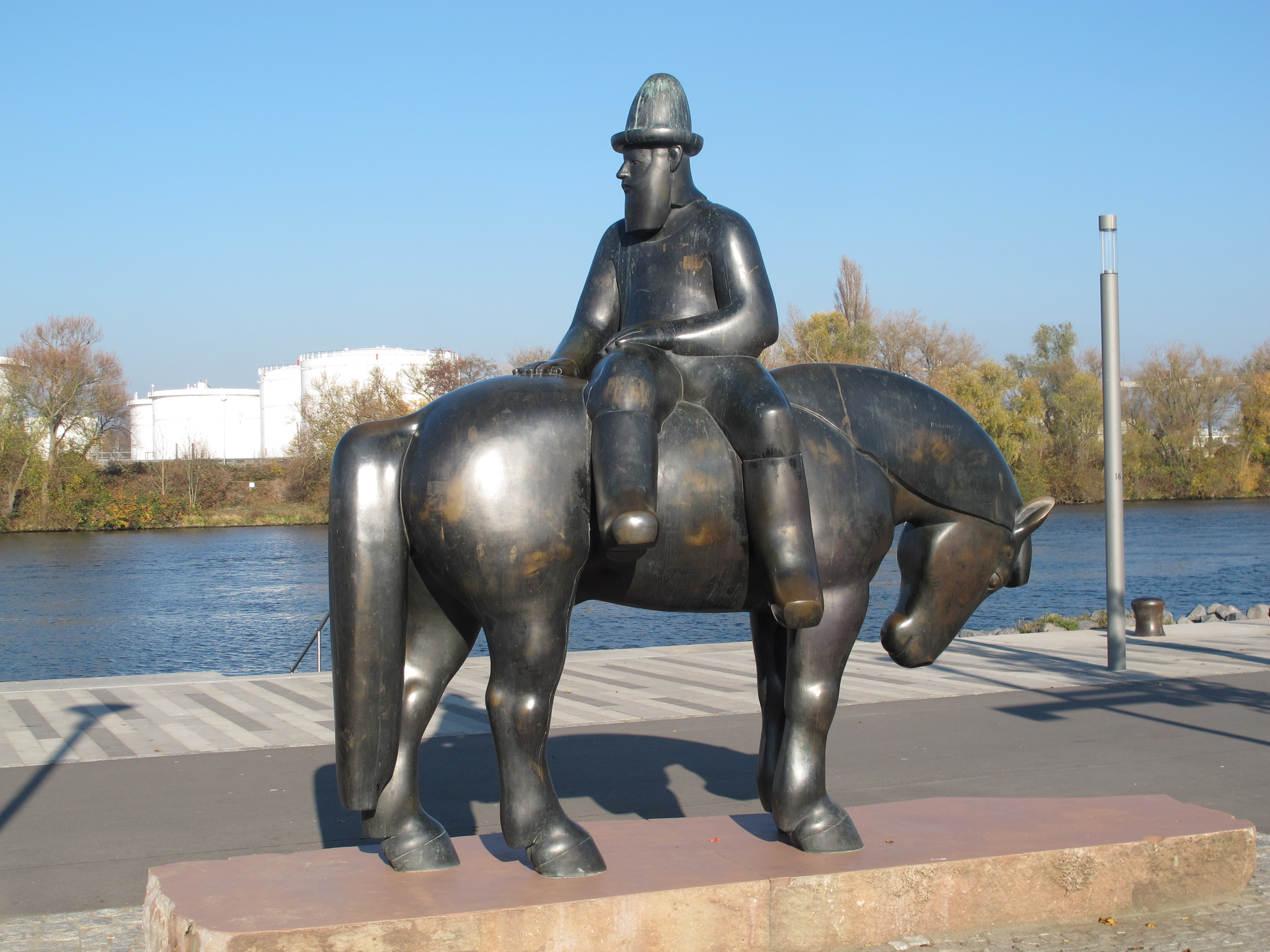
Leinreiterdenkmal in Rüsselsheim am Main

### Einführung der Kettenschleppschifffahrt
Im 19. Jahrhundert bestand die Gefahr, dass die Flussschifffahrt eingestellt werden musste. Die Konkurrenz der Eisenbahn, die ständig steigenden Rittlöhne und die Abhängigkeit der Schifffahrt von Wasserstand, Eisgang oder Hochwasser schränkten in der zweiten Hälfte des 19. Jahrhunderts den Ertrag der traditionellen Frachtschiffer oder Partikuliere (Schiffseigner mit einem oder höchstens zwei Schiffen) erheblich ein,  erst 1871 wurden die Wasserzölle völlig beseitigt. Mit Aufkommen der Dampfkraft in der Binnenschifffahrt begann man mit der Tauerei, bei der sich der Schlepper an einer Kette oder einem Seil vorwärts zog und dabei bis zu zehn Lastkähne als Anhang hatte. Später zogen Radschleppdampfer – etwa ab 1920 zunehmend Motorschlepper – die Lastkähne. Ab etwa 1950 wurden sie zunehmend von selbstfahrenden Motorschiffen abgelöst. Die Kettenschifffahrt begann auf der Seine in Frankreich, in Deutschland im Jahre 1866 mit dem Verlegen einer eisernen Kette an der Elbe. Dabei zog ein Kettenschleppschiff mehrere Schleppkähne entlang einer im Fluss verlegten Kette. Nach dem Ausbau der Kette fuhren auf einer Gesamtlänge von 668 Kilometern (Hamburg bis Aussig in Böhmen) bis zu 28 Kettenschlepper die Elbe stromaufwärts.

### Mechanisches Treideln
Auf längeren Strecken kamen technische Hilfsmittel wie elektrische Treidelloks zum Einsatz. So war der ab 1906 betriebene Teltowkanal mit einer Treidelbahn ausgerüstet. Auch in Frankreich gab es am Rhein-Marne-Kanal eine solche Treidelbahn. Häufiger kamen Treidelloks an Schleusen zum Einsatz, um die motorlosen Schleppkähne in die Kammern zu ziehen. Am Rhein-Herne-Kanal waren dafür alle Schleusen mit elektrischen Lokomotiven ausgestattet, damit die Schlepper nicht mit geschleust werden mussten. Die ehemalige Schleusentreppe Niederfinow hatte wegen der kurzen Zwischenhaltungen eine Treidelbahn, die später an das Schiffshebewerk Niederfinow angeschlossen wurde. Am bekanntesten sind wohl die Zahnradlokomotiven der Treidelbahnen an den alten Schleusen des Panamakanals. An Stellen mit besonders starker Strömung (z. B. unter Brücken) wurden teilweise auch ortsfeste Seilwinden eingesetzt, wie der Schiffsdurchzug an der Steinernen Brücke in Regensburg.
In der zweiten Hälfte des 19. Jahrhunderts begann der teilweise Ersatz von Menschen und Tieren im Treideleinsatz durch mechanische Antriebe. Erste dampfbetriebene Treidellokomotiven kamen 1873 am französischen Canal de Bourgogne zum Einsatz. Sie liefen nur einseitig auf einer Schiene, die andere Seite ruhte hingegen ähnlich den Lokomobilen auf einem Fahrweg. Zwischen 1898 und 1901 wurde am Finowkanal eine von Carl Köttgen entwickelte entsprechende elektrische Treidellok von Siemens getestet. Anstelle schienengebundener Fahrzeuge wurden in Frankreich von 1896 bis 1904 zum Treideln auch „Cheval électrique“ (elektrisches Pferd) genannte elektrisch betriebene dreirädrige Zugmaschinen erprobt. Deren Erfinder Michel Gaillot ließ 1895 am Canal de Bourgogne eine 4 km lange Versuchsstrecke einschließlich eines kleinen Wasserkraftwerks an der Schleuse 57 errichten. Im Jahr 1900 waren bereits 120 „Chevaux électriques“ in Frankreich im Einsatz, darunter auf einer 88 km langen Treidelstrecke bei Béthune. Die 2,8 t schweren Maschinen wurden aus Oberleitungen mit einer Gleichspannung von 300 V versorgt und zogen die Schiffe mit 2 bis 3 km/h.

Mechanisches Treideln
Französische „Chevaux électriques“ in Courchelettes
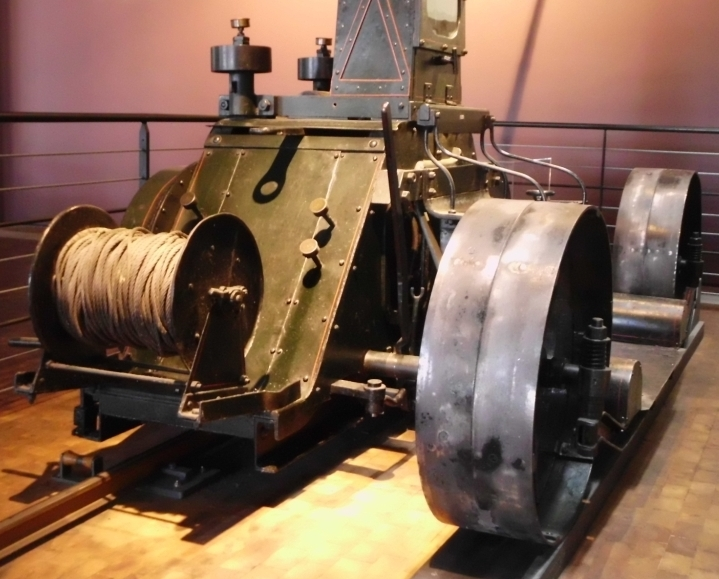
Einschienige Treidellok am Finowkanal
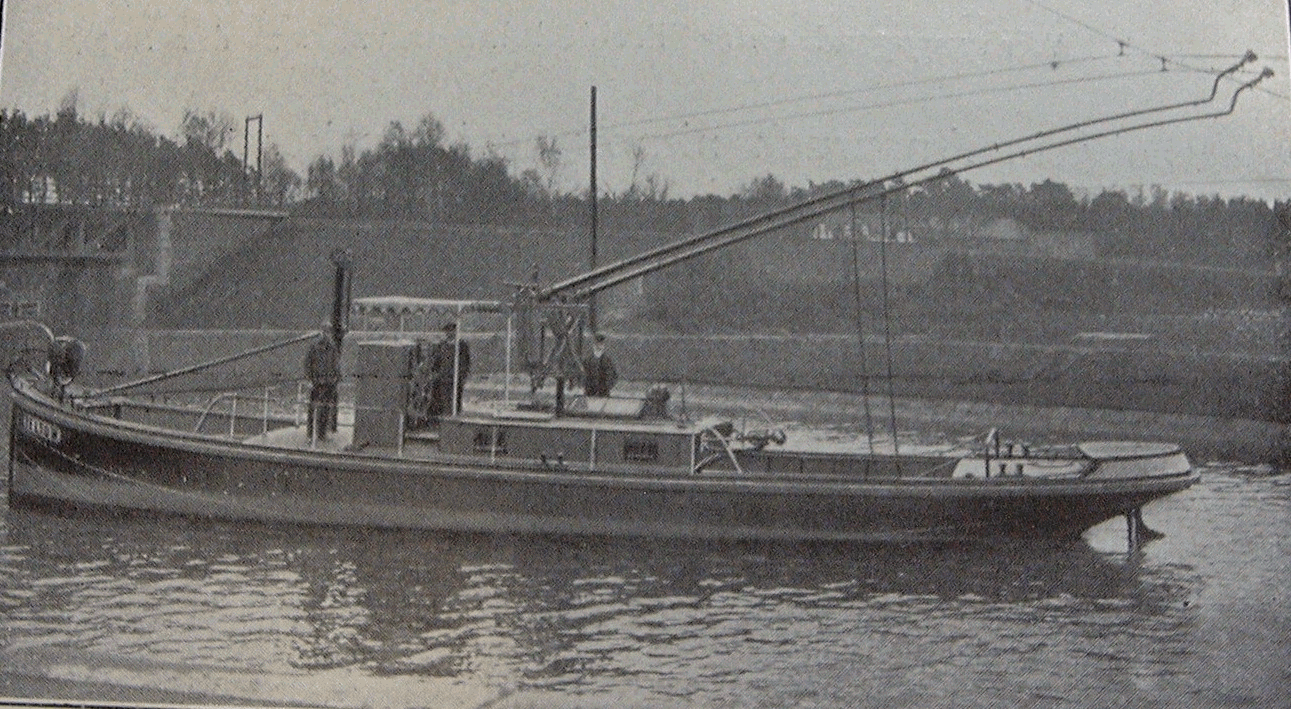
Treidelschiff Teltow
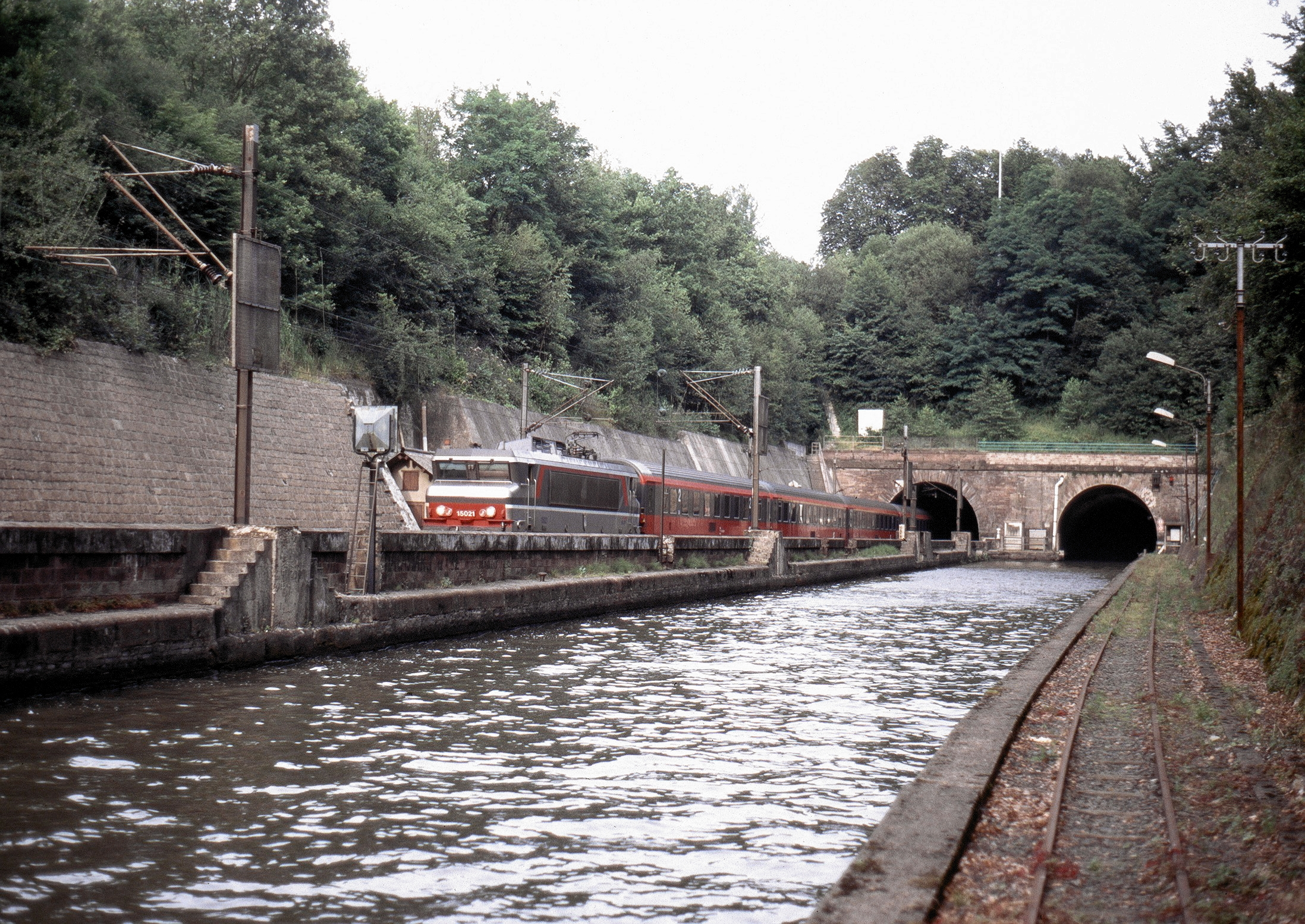
Treidelbahngleis am Canal de la Marne au Rhin bei Arzviller

Eine weitere Entwicklung bestand in ortsgebundenen Anlagen, die jedoch bezüglich der Streckenlängen begrenzt waren und in Schiffstunneln zum Einsatz kamen. Stationäre Dampfmaschinen – später auch Elektromotoren – bewegten Endlos-Zugseile, in die die Schleppseile der Pénichen eingehängt wurden. 1888 installierte Maurice Lévy an der Mündung des Canal de Saint-Maurice in den Canal de Saint-Maur bei Joinville-le-Pont eine erste derartige Anlage. Am Canal de l’Aisne à la Marne wurde das System 1895 erstmals in einem Tunnel (Tunnel du Mont de Billy bei Billy-le-Grand) installiert, diese Anlage war bis 1942 in Betrieb.
In Regensburg war zwischen 1914 und 1964 an der Steinernen Brücke ein Schiffsdurchzug in Form einer Seilwinde in Betrieb. Dies war nötig geworden, da dort aufgrund der Verengung zwischen den Brückenpfeilern eine sehr starke Strömung herrscht. Der Strom für den 550-Volt-Gleichstrommotor wurde dem Netz der Regensburger Straßenbahn entnommen. 1880 kam zwischen den Schleusen Douai und Les Fontinettes eine 14 t schwere vierachsige Dampflokomotive auf Meterspurgleisen zum Einsatz. Wegen anhaltender technischer Schwierigkeiten wurde der Betrieb bereits zum 1. Februar 1886 wieder eingestellt. 1890 wurde am Oder-Spree-Kanal auf 900 mm breiten Gleisen eine zweiachsige Dampflok eingesetzt, die mit bis zu sieben Kähnen eine Treidelgeschwindigkeit von 7 km/h erreichte. Ein wirtschaftlicher Betrieb wurde erreicht.
Zu Beginn des 20. Jahrhunderts begann der Treidelbetrieb mit zweiachsigen Elektrolokomotiven, zunächst 1902 am Canal de la Sensée zwischen Corbehem und Férin. Die vom Ingenieur Chanay entwickelten Loks, von denen 1914 bereits 61 in Betrieb waren, wiesen Ähnlichkeiten mit den später für die Schleusentreppe Niederfinow gebauten Treidelloks auf. Von den letztgenannten wurden in jenem Jahr acht Maschinen durch die Siemens-Schuckertwerke ausgeliefert. Bereits 1903 hatte die Treidelbahn am im Bau befindlichen Teltowkanal von Siemens eine erste Treidellok erhalten. Auf dem Machnower See, einem Teilabschnitt des Teltowkanals, kam ein „Schleppschiff mit Oberleitung für elektrischen Treidelbetrieb“ zum Einsatz. Zur Vermeidung von Schäden durch das Kielwasser großer Kohlenschiffe, die die anliegenden Kraftwerke Schönow und Steglitz versorgten, wurde zu diesem Zweck 1903 die Teltow in Dienst gestellt. Der Erste Weltkrieg brachte weitere Projekte zunächst zum Erliegen. 1918 begann man in Frankreich, nicht mehr benötigte Kettenfahrzeuge – darunter sogar ausgediente Kampfpanzer – zum Treideln einzusetzen. Jean-Baptiste Chêneau entwickelte in den frühen 1920er Jahren ein System, bei dem die elektrische Zugmaschine in der Art der Laufkatze an Stahlseilen oder unter einem aufgeständerten Gitterträger lief.
Während in Deutschland das mechanische Treideln nur marginal Anwendung fand, wurden in Frankreich bis weit in die 1930er Jahre hinein Treidelbahnen gebaut. 1934 erstreckte sich ein elektrisch betriebenes Treidelsystem von Calais und Dünkirchen bis Huningue bei Basel. Dabei wurden auf den Hauptstrecken in der Regel schienengebundene Systeme mit elektrisch betriebenen Treidelloks, die zum Teil auch von deutschen Unternehmen (AEG – die Firma lieferte nach dem Ersten Weltkrieg als Reparationsleistung 40 Treidelloks für den Canal du Rhône au Rhin an Frankreich – und Deutz) stammten, angelegt. Auf vielen Abschnitten waren Schiffe ohne eigenen Antrieb zur Inanspruchnahme der Treideltraktion verpflichtet, darunter als längster die 396 km lange Strecke von Abbecourt bis Arzviller. Auf schwächer frequentierten Kanälen Nord- und Ostfrankreichs sah man vom kostspieligen Bau solcher Anlagen ab, dort wurden zum Treideln oft gummibereifte Zugmaschinen mit Verbrennungsmotoren verwendet. Als Zwischenlösungen im Hinblick auf den späteren Bau von Gleisanlagen existierten auch, beispielsweise am Canal de la Marne au Rhin östlich von Nancy, aus Oberleitungen gespeiste elektrische Zugmaschinen. Die Zunahme von Schiffen mit eigenem Antrieb bei gleichzeitigem Rückgang der Frachtschifffahrt führte zum Ende des mechanischen Treidelns. Die letzten Treidelabschnitte in Frankreich wurden am 1. Oktober 1970 stillgelegt. Zahlreiche Treidelfahrzeuge sind jedoch – in der Regel nicht betriebsfähig – als Denkmäler erhalten. Eine ungewöhnliche Treidelbahn entstand 1916 am Eisernen Tor, einem schluchtartigen Engtal der Donau. Dort wurden Dampfloks auf regelspurigen Gleisen zum Treideln eingesetzt. Nach wie vor in Betrieb sind die Treidelbahnen des Panamakanals, elektrische Zahnradlokomotiven ziehen dort Seeschiffe durch die Schleusen am Atlantik und Pazifik.

## Treidelgebiete

### Rhein

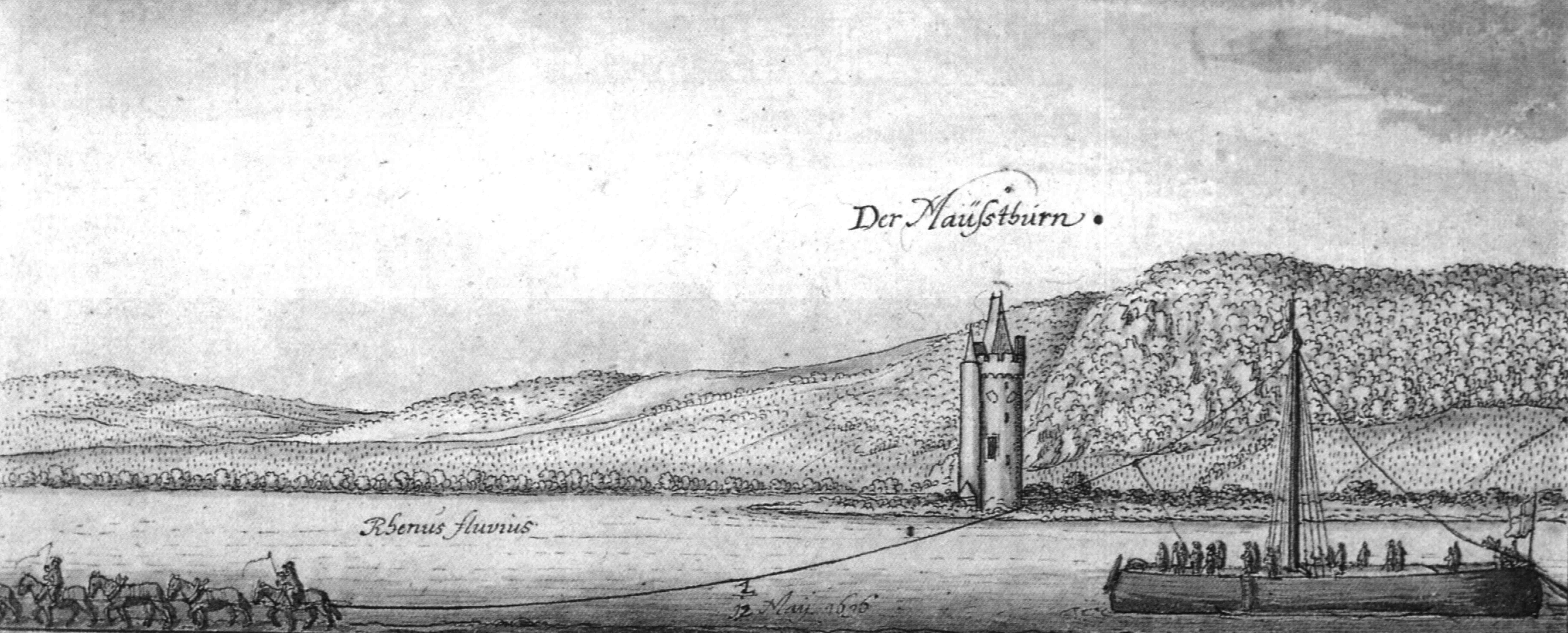
Treideldienst am Rhein, Federzeichnung von Wenzel Hollar, 1636

Das Treideln am Rhein ist seit dem 8. Jahrhundert belegt. Am Hochrhein wurde nur auf einzelnen flacheren Strecken getreidelt, da insbesondere zwischen Schaffhausen und Basel verschiedene Streckenabschnitte wie beim Rheinfall und den weiter abstromseitig verschiedenen „Laufen“ (z. B. bei Laufenburg, letzte längere unverbaute Hochrheinstrecke entlang römischem Wachtturm „Summa Rapida“ bei Koblenz-Kleiner Laufen) starke und zum Teil gefährliche Strömungen und Steilufer aufwiesen. Oberhalb Schaffhausen verlief der Treidelweg von Diessenhofen zuerst rechts des Rheines bis Obergailingen und dann links Richtung Schupfen, Stein am Rhein.
Am nördlichen Oberrhein ist das Treideln bei Nieder-Ingelheim ab 1385 nachgewiesen. Der Bau und Unterhalt der Treidelpfade und der Treideldienst waren überörtlich organisiert. Treidelknechte zogen an langen Seilen, die an einem Mast am Vorschiff befestigt waren (dem sogenannten „Treidelmast“), die Schiffe stromaufwärts oder führten ein Zugtier. Die Leinenreiter (auch Leinreiter) zogen die Seile von Pferden aus. Dafür saß der Reiter immer einseitig auf dem Pferd, um im Notfall schnell abspringen zu können. Treidelknechte und Leinenreiter führten immer ein Beil oder Messer bei sich, um die Treidelseile bei Gefahr kappen zu können. Versorgt wurden Menschen und Tiere in den Treidelstationen. Teilweise wurden die Schiffe auch mit langen Stangen gestakt. Durch die Trägheit des breiten Stromes reichten vielfach sieben bis zehn Mann oder ein Pferd für Ladungen von 10 bis 15 Tonnen. Für 100 Tonnen Fracht wurden zehn bis zwölf Pferde benötigt. An Stellen mit starker Strömung wurden oft mehr als zweihundert Männer zum Treideln eines Lastschiffes benötigt. Vor dieser Zeit hatten auch die Römer hier getreidelt. Der Unterhalt der Treidelpfade, die oft nur aus schmalen Knüppeldämmen bestanden, gab oftmals Anlass zu Klagen. An einigen Stellen – so bei Schröck (heute Leopoldshafen/Baden) – fehlten Treidelpfade ganz und es musste gestakt oder durchs flache Wasser gewatet werden.

### Inn
Ab Mitte des 14. Jahrhunderts erfolgte der Übergang von Menschenkraft zum Pferdezug, „Rosszillen“ auf Inn sind aus den Jahren 1364 und 1374 bekannt. Im 15. Jahrhundert begann auf dem Inn, der Nassen Straß, die Blütezeit der Schifffahrt. Für die „Naufahrt“ von Wasserburg am Inn bis Wien brauchte man flussabwärts rund zehn Tage. Die Schiffe fuhren meist einzeln oder kleinen Gruppen, nicht aber in Verbänden. Die kräfteraubenden Transportfahrten flussaufwärts brachten bis zu einem 25-fachen Gewinn. Die drei bis vier Hauptschiffe konnten eine Last von bis zu 400 Tonnen befördern. Der Inn mit einer durchschnittlichen Fließgeschwindigkeit von 5 bis 9 km/h hatte als ungebändigter, reißender Gebirgsfluss anderes als andere Flüsse ein weit gefächertes Flussbett mit Auen, Inseln, Sand- und Kiesbänken, Sümpfen und Altwässern. Sein Gefälle auf der 32 km langen Strecke zwischen Kufstein und Rosenheim betrug rund 30 Meter. Die schiffbare Zeit umfasste im Frühjahr und im Herbst nur 160 bis 170 Tage im Jahr. Der größte Schiffszug auf dem Inn war im Juli 1635 zur Brautfahrt von Kurfürst Maximilian I. nach Wien mit 205 Schiffsleuten, 314 Pferden, 23 Kutschen und sieben Straßenwagen auf 24 Schiffen.

### Weser
Auf der Weser wurden seit dem Mittelalter Weserkähne, wie Eken, Bukken, Bockschiffe oder Bullen, gegen die Strömung getreidelt beziehungsweise auf sehr kurzen Strecken auch gestakt. Auf der Talfahrt wurde aufgrund der ausreichenden Strömung des Flusses gestiefelt. Anfang des 17. Jahrhunderts wurde der Weserschiffer Jost Ziegenhirt durch den Handel mit Bremen einer der reichsten Bürger der Stadt Höxter. Die Tradition der „Bremenfahrer“ im Oberweserraum geht bis ins 15. Jahrhundert zurück. Zwischen 1696 und 1818 wurde auf der Weser der Menschenzug durch den Pferdelinienzug ersetzt.

### Kanäle der Fehn-Kultur im Emsland

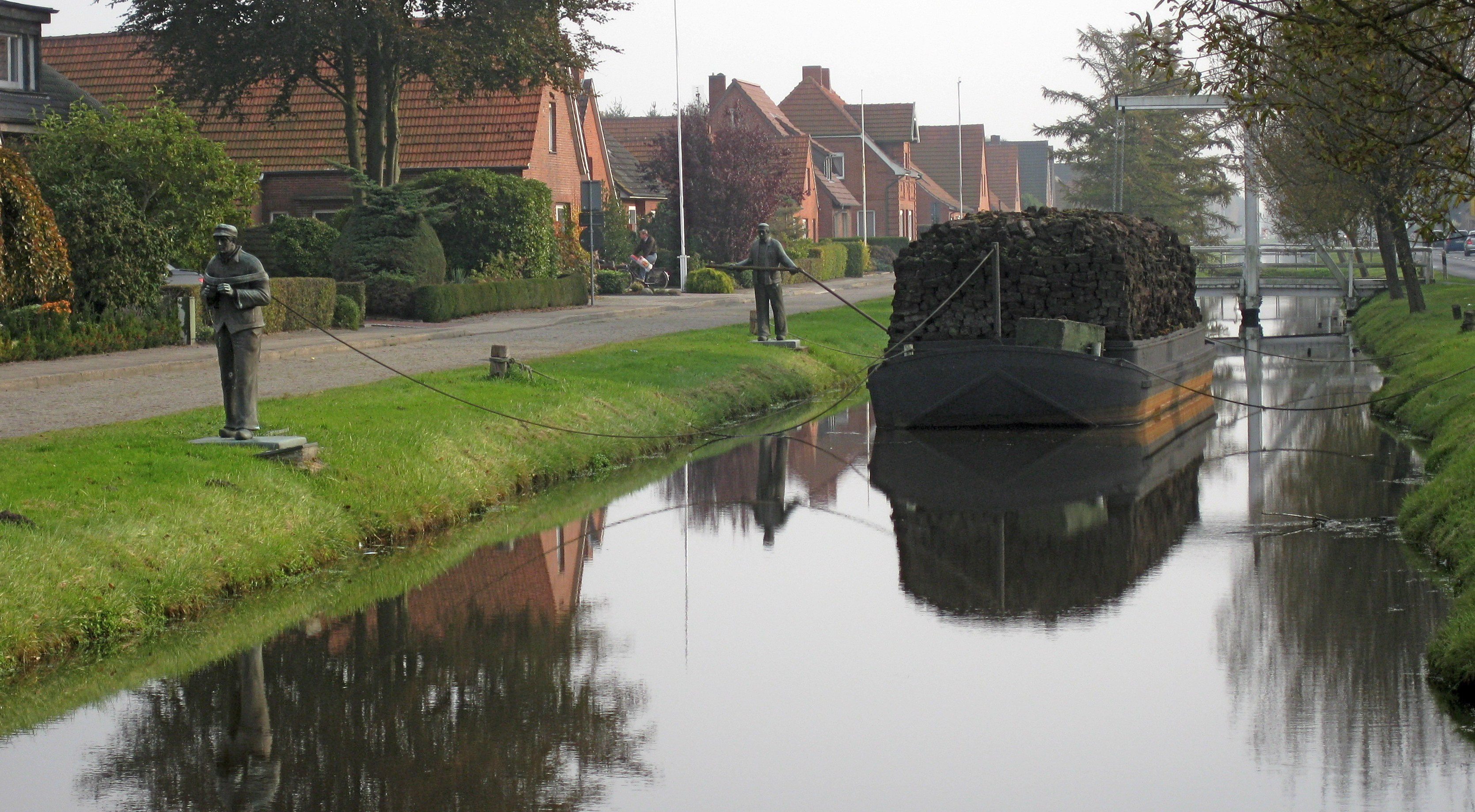
Getreideltes Schiff auf dem Moorkanal in Papenburg

In der Fehn-Kultur im Emsland wurden Kanäle (wijken) gegraben. Auf ihnen wurde der Torf transportiert. Die Schiffe wurden getreidelt.

### Ludwig-Donau-Main-Kanal

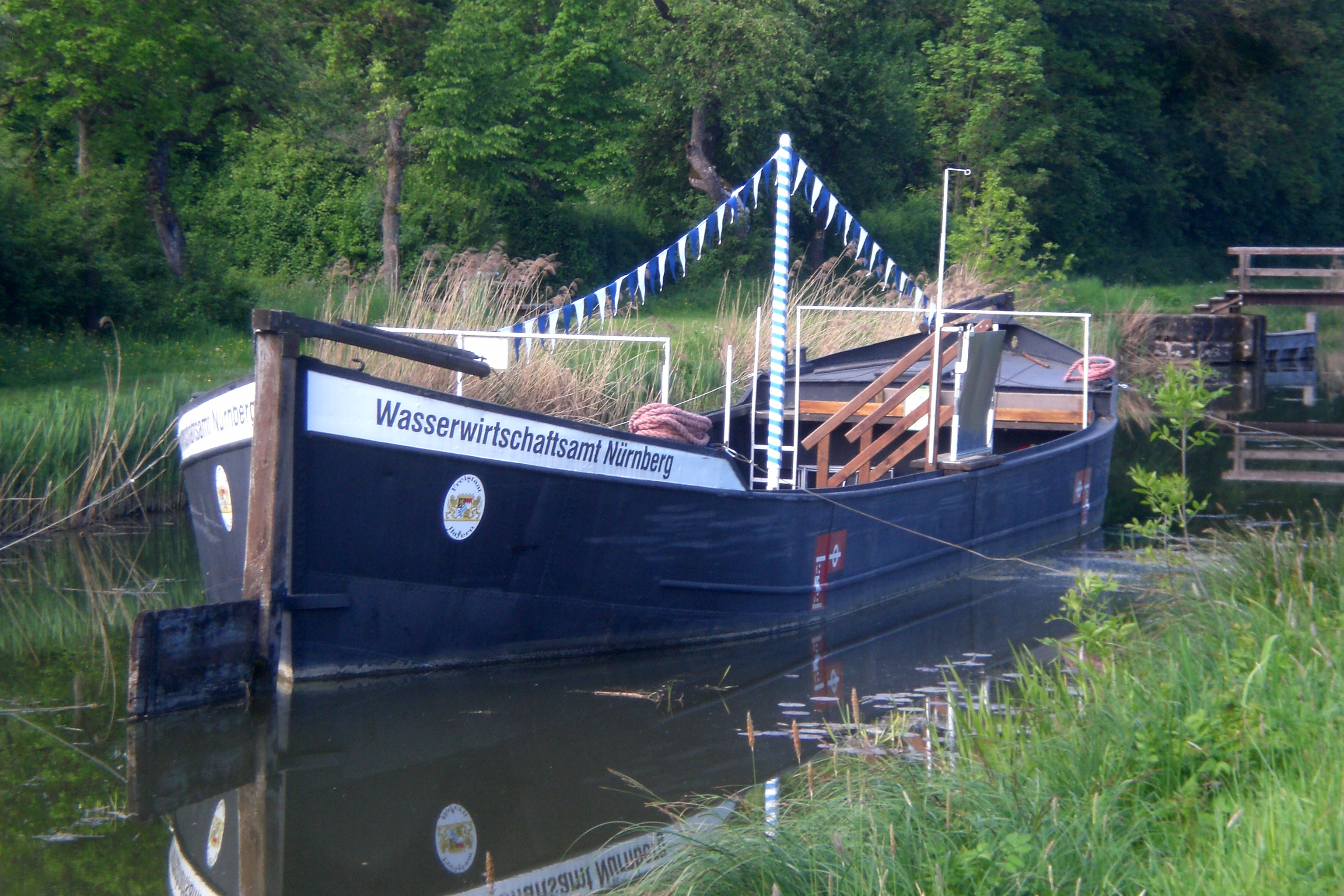
Die Elfriede am Ludwig-Donau-Main-Kanal (2024)

Auf einem Abschnitt des Ludwig-Donau-Main-Kanals sind zu touristischen Zwecken zwei von Pferden gezogene Treidelschiffe (Elfriede und Alma Viktoria) im Einsatz.

### Donau / Eisernes Tor
Während des Ersten Weltkriegs wurde südlichen Donauufer eine normalspurige Treidelbahn angelegt, die nicht mit dem übrigen Eisenbahnnetz verbunden war. Sie war bis in die 1960er Jahre in Betrieb, um Frachtschiffe stromaufwärts zu ziehen.

### Frankreich

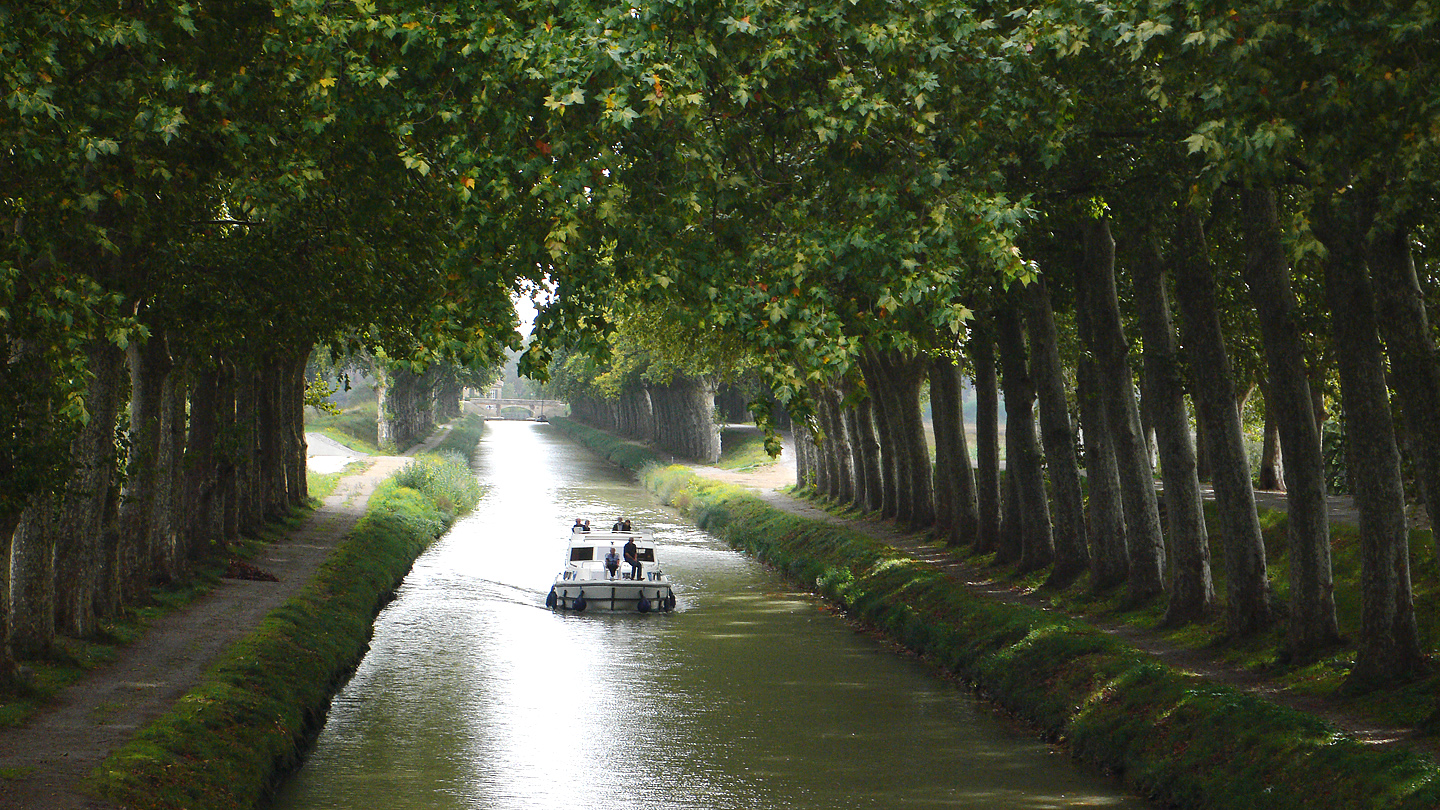
Leinpfade am Canal du Midi

Vor allem in Frankreich, wo ab dem 17. Jahrhundert zahlreiche schiffbare Kanäle entstanden, wurden vielfach Schiffe getreidelt. Kanäle wie der 1694 fertiggestellte Canal du Midi, wo mit Menschen und Pferden getreidelt wurde, weisen nach wie vor beidseitig Leinpfade auf. Im industrialisierten Norden und Osten des Landes begannen um 1900 die Erprobung und der Bau von mechanischen Treidelanlagen. Auf mehr als 1000 km Länge wurden Treidelbahnen gebaut oder das Treideln erfolgte mit gummibereiften Zugmaschinen.

### Wolga
An der Wolga wurde ein Treidler als Burlak (russisch Бурла́к) bezeichnet. Bei den Burlaken handelte es sich üblicherweise um Leiharbeiter, die sich für einen Treidelauftrag zu einer Artel zusammenschlossen. International bekannt ist das Lied der Wolgaschlepper.

### Gudenå
Das Treideln auf der Gudenå, längster Fluss Dänemarks, begann spätestens mit dem Transport von jütländischem Kalkstein. Dieser wurde beim Bau des Klosters Øm verwendet, das im Jahre 1172 am Oberlauf des Flusses fertiggestellt wurde. In der Zeit vor der Eisenbahn waren Transporte auf dem Landwege zeitraubend und schwierig. Der Zustand der Wege und Fahrzeuge erlaubte lediglich Transporte kleinerer Warenmengen, sodass man auf Wasserwege auswich. Veranlasst vom Bau der „Silkeborg Papirfabrik“ begann die von 1850 bis 1880 andauernde hohe Zeit des Treidelns auf der Gudenå. Es verkehrten etwa 120 Lastkähne auf dem Fluss. Bevor die Gudenå im 19. Jahrhundert ausgebaggert wurde, konnte man mit einem Lastkahn mit einer Ladefähigkeit von 10 Tonnen von Randers bis Silkeborg fahren. Für die drei Tage andauernde Bergfahrt heuerte der Schiffer zwei bis drei Tagelöhner an. Bis Bjerringbro wurde der Lastkahn (ca. 30 km) von Menschen gezogen. In Bjerringbro übernahmen Pferde die Arbeit, weil die Steigung so groß war, dass wenige Männer den Kahn nicht ziehen konnten. Die Gefahr des Aufsetzens war besonders an scharfen Flussbiegungen gegeben. Hier konnte der Kahn anlanden. Man löste das Problem, indem man an den Landspitzen Führungsrollen für das Tau platzierte. Das Ende des Treidelns war mit der Eröffnung der Eisenbahnlinie zwischen Skanderborg und Silkeborg im Jahre 1871 eingeleitet und 1921 nach dem Bau des Kraftwerks Tangeværket erreicht.
Der Treidelpfad von Randers nach Silkeborg ist als Wanderweg eröffnet und mit Schildern gekennzeichnet. Die Broschüre „Traekstien Randers–Silkeborg“ (Der Leinpfad von Randers nach Silkeborg) ist in der Touristeninformation erhältlich. Beim Kraftwerk Tangeværket liegt ein zehn Meter langer Kahn, der früher die Gudenå befuhr.

### Chesapeake & Ohio Canal
Auf den US-amerikanischen Kanälen wie dem Chesapeake and Ohio Canal oder dem Delaware Canal wurden nahezu ausschließlich Maultiere als Treideltiere eingesetzt, da diese die Vorzüge von Pferden und Eseln für den Treidelbetrieb in nahezu idealer Weise kombinierten. Eine Besonderheit des Treidelbetriebes auf den US-amerikanischen Kanälen waren die an Bord der Schiffe befindlichen Ställe für die Treideltiere.

## Galerie

Von Carl Köttgen entwickelte elektrische Treidellok mit nur einer Schiene am Finowkanal
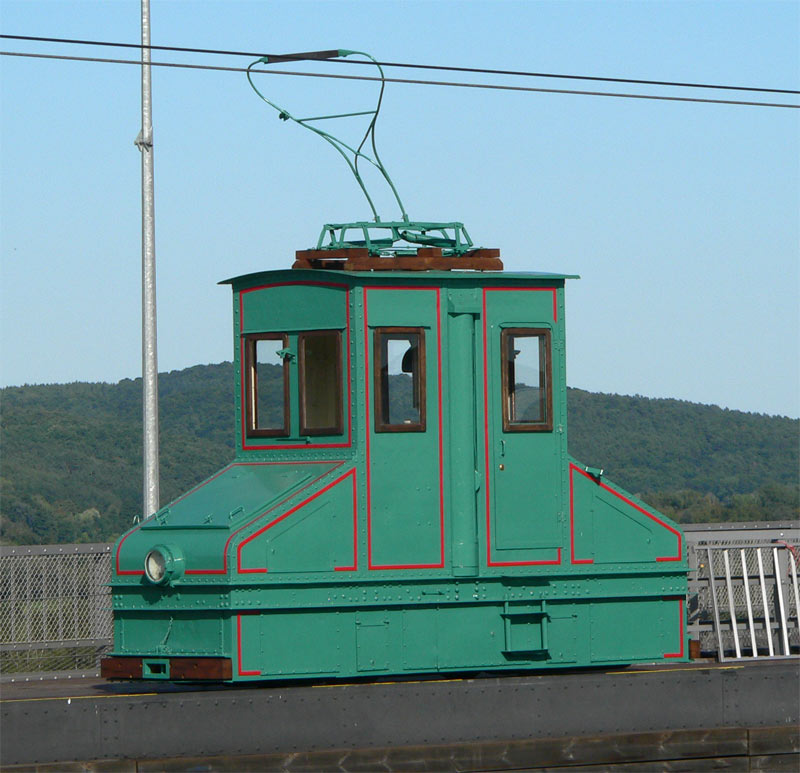
Elektrische Treidellokomotive von Siemens als Denkmal am Schiffshebewerk Niederfinow
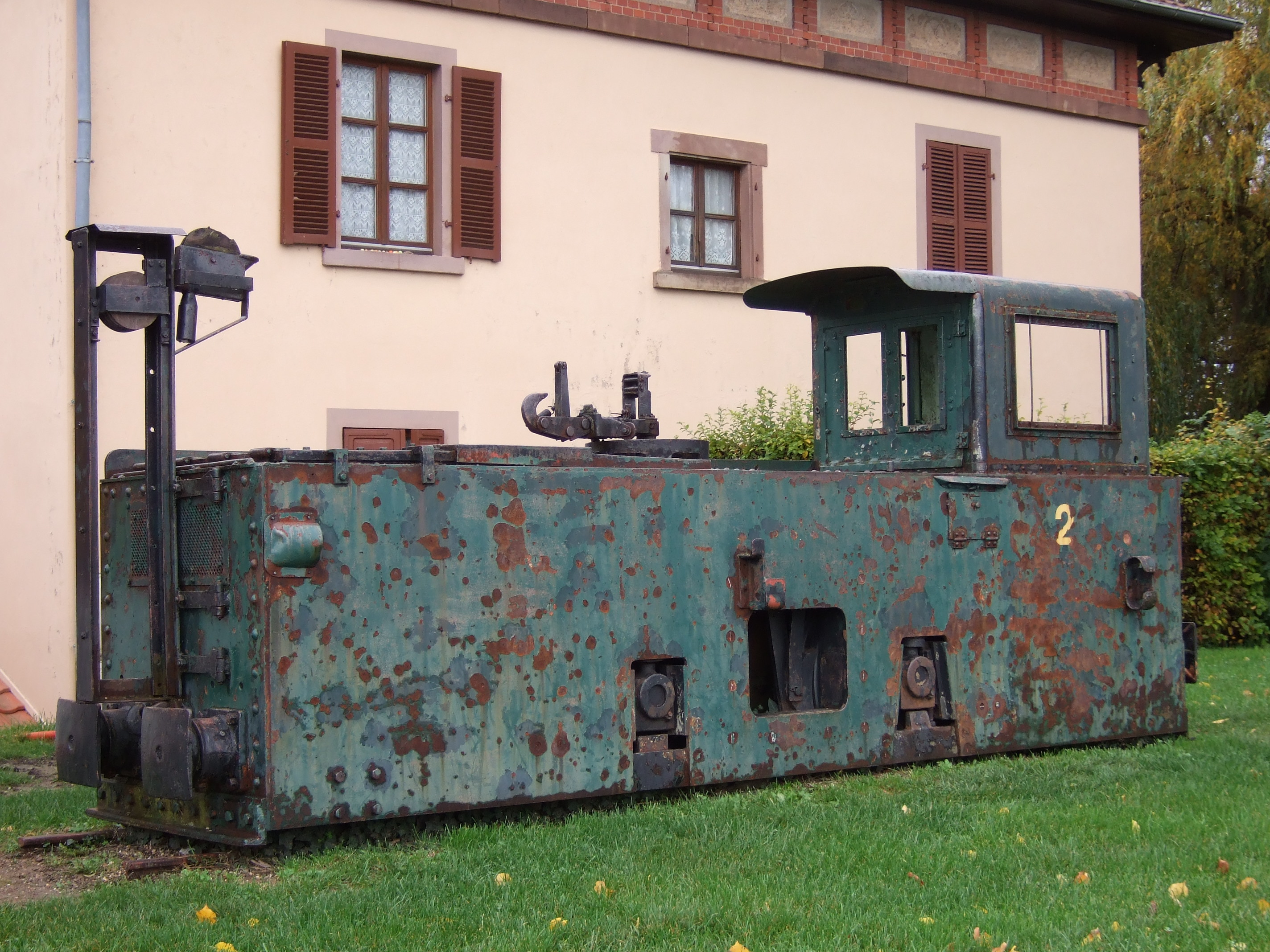
Ehemalige AEG-Treidellok des Canal du Rhône au Rhin in Saverne
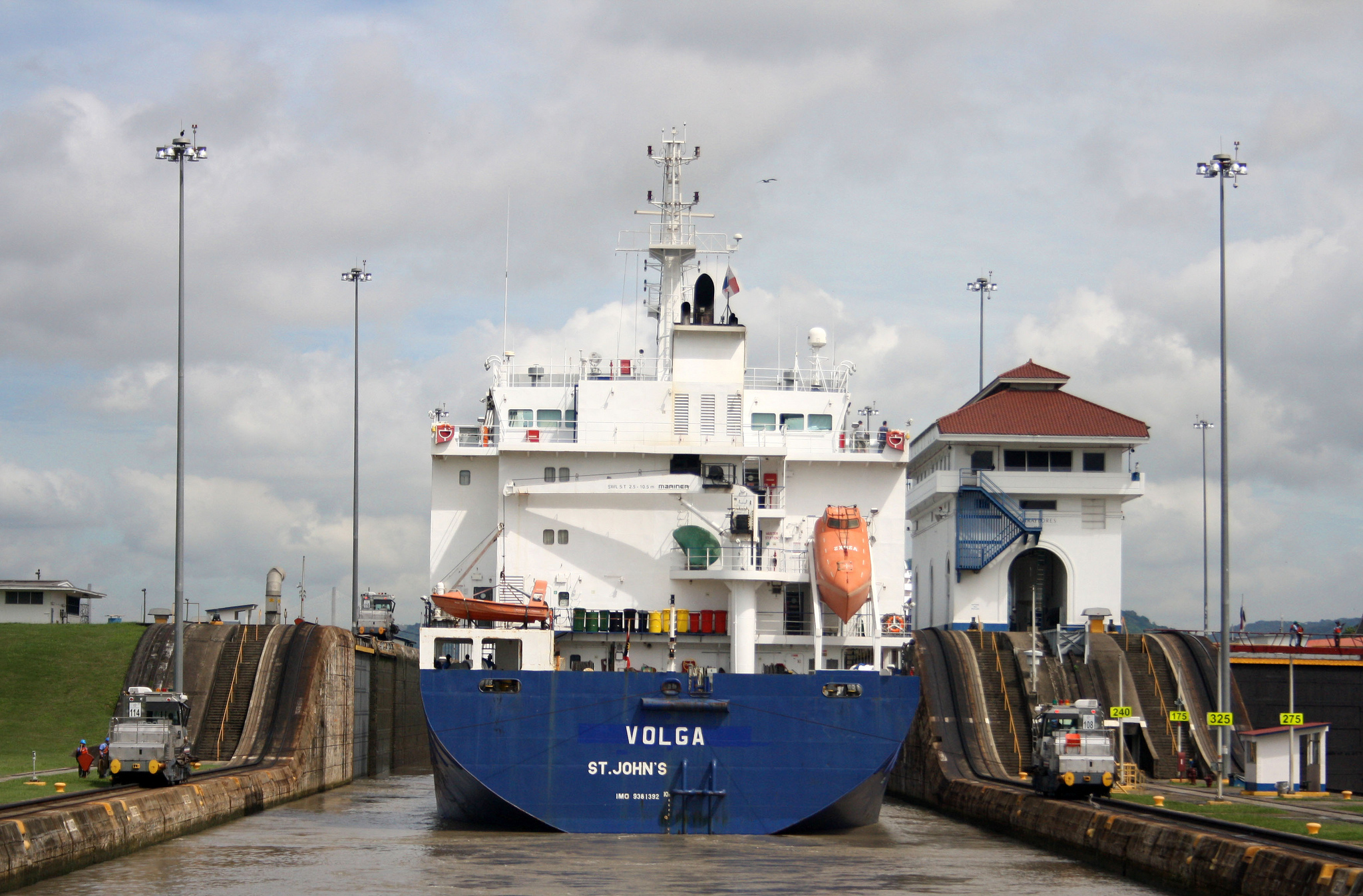
Treidelbahnen am Panamakanal